# كرايغ بارلو
كرايغ بارلو (بالإنجليزية: Craig Barlow)‏ هو لاعب غولف أمريكي، ولد في 23 يوليو 1972 في هندرسون في الولايات المتحدة.

## وصلات خارجية
- كرايغ بارلو على موقع رابطة لاعبي الغولف المحترفين (الإنجليزية)
- كرايغ بارلو على موقع التصنيف العالمي الرسمي للغولف (الإنجليزية)